# Joanna Johnson
Joanna Johnson (* 31. Dezember 1961 in Phoenix, Arizona) ist eine US-amerikanische Schauspielerin und Drehbuchautorin.

## Leben
Das eigentliche Bestreben von Joanna Johnson war es, Regisseurin zu werden. Daher verließ die Zweitjüngste von vier Kindern das heimische Arizona und zog in die Filmmetropole Los Angeles, um an der University of Southern California Regie und Schauspiel zu studieren. Nachdem sie ihren Abschluss erzielt hatte, drehte Johnson einige medizinische Lehrfilme, bis sie von einem Casting-Leiter entdeckt wurde. Daraufhin erhielt sie Gastrollen in den Fernsehserien Mike Hammer, Trio mit vier Fäusten und Twilight Zone. Als William J. Bell nach der Besetzung für die junge unschuldige Tochter des Verlagsmagnaten Bill Spencer suchte, war er von Joanna Johnson auf Anhieb begeistert. Und so war die Mimin ab der ersten Folge von Reich und Schön als Caroline Spencer zu sehen. Beim Publikum erreichte sie rasch große Beliebtheit und Caroline und Ridge Forrester (Ronn Moss) wurden zum Traumpaar der Serie. Nach drei Jahren entschloss sich Johnson jedoch, die Seifenoper zu verlassen, sodass Caroline in Folge 834 einem tragischen Krebstod erlag. Die Schauspielerin reiste zunächst einmal um die Welt, bis man sie überreden konnte, zu Reich und Schön zurückzukommen.
Mit dem Erscheinen der mysteriösen Faith Roberts in Folge 1182, die eigentlich Carolines verschollene Zwillingsschwester Karen war, kehrte Johnson im Dezember 1991 zum Ensemble von Reich und Schön zurück. Wieder blieb sie der Fernsehserie drei Jahre lang treu, doch nun wollte sie sich hinter die Kamera zurückziehen. So versuchte sie nach ihrem erneuten Ausstieg im Juni 1994 als Drehbuchautorin Fuß zu fassen. Im Jahr 2001 kam der von ihr geschriebene Film The Shrink is in – Wahnsinn auf zwei Beinen! mit Courteney Cox und David Arquette in den Hauptrollen in die Kinos, der trotz guter Kritiken floppte. Von Herbst 2003 bis Mai 2006 lief die von Johnson kreierte Sitcom Hope and Faith recht erfolgreich auf dem amerikanischen Sender ABC. Für die Comedyserie fungierte sie nun als Executive Producerin und schrieb zu insgesamt sieben Episoden die Drehbücher. Seit 2009 ist sie wieder in unregelmäßigen Abständen in Reich und Schön zu sehen. Seit diesem Jahr schreibt sie auch vermehrt Drehbücher für andere Fernsehserie, darunter Make It or Break It (2009–2011) und The Fosters (seit 2013).
In ihrer Freizeit treibt Johnson viel Sport, vor allem Joggen und Fahrradfahren.

## Filmografie
- 1984: Mike Hammer (Mickey Spillane’s Mike Hammer, Fernsehserie, eine Folge)
- 1985: Trio mit vier Fäusten (Riptide, Fernsehserie, eine Folge)
- 1986: Unbekannte Dimensionen (The Twilight Zone, Fernsehserie, eine Folge)
- 1986: Killer Party
- seit 1987: Reich und Schön (The Bold And The Beautiful, Fernsehserie)
- 2009–2010: Make It or Break It (Fernsehserie, zwei Folgen)